# Кулешівка
Кулешівка (біл. вёска Кулешоўка) — село в складі Смолевицького району Мінської області, Білорусь. Село підпорядковане Драчківській сільській раді, розташоване в центральній частині області.